# Chu Khoảnh vương
Chu Khoảnh Vương  (chữ Hán: 周頃王; trị vì: 618 TCN – 613 TCN), tên thật là Cơ Nhâm Thần (姬壬臣), là vị vua thứ 19 của nhà Chu trong lịch sử Trung Quốc.

## Thân thế
Ông là con trai của Chu Tương Vương – vua thứ 18 nhà Chu.

## Trị vì
Sử ký không ghi chép các sự kiện xảy ra dưới thời Chu Khoảnh vương ở ngôi.
Năm 613 TCN, Chu Khoảnh Vương qua đời. Ông ở ngôi 6 năm. Thái tử Cơ Ban lên nối ngôi, tức là Chu Khuông Vương.